# (12315) 1992 FA2
1992 أف أي 2 (ويعرف أيضًا باسم (12315) 1992 أف أي 2 وفق تسمية الكوكب الصغير) (بالإنجليزية: 1992 FA2)‏ هو كويكب ضمن حزام الكويكبات؛ وترتيبه 12315 من حيث الاكتشاف.
اكتُشف هذا الجُرم الفلكي بواسطة هيروشي كانيدا في 28 مارس 1992.

## وصلات خارجية
- (12315) 1992 FA2 في قاعدة بيانات مختبر الدفع النفاث لأجرام النظام الشمسي الصغيرة

- الاكتشاف · مخطط المدار ·  العناصر المدارية · المعلمات المادية

- (12315) 1992 FA2 على موقع ويكي سكاي: DSS2, SDSS, GALEX, IRAS, Hydrogen α, X-Ray, Astrophoto, Sky Map, Articles and images